# Conselho Comunitário Pró-Segurança Pública
Os Conselhos Comunitários Pró-Segurança Pública ou Consepros são entidades privadas sem fins lucrativos existentes em praticamente todas as cidades do Rio Grande do Sul. Têm a função de colaborar com a segurança pública do município onde está instalado. Na prática, os Consepros são formados por empresários e representantes de entidades e em muitos municípios, além de cobrar, colaborar e fiscalizar, acabam sendo responsáveis por grande parte do aparelhamento das polícias civil e militar, do Corpo de Bombeiros, das unidades locais da SUSEPE e do IGP.